# 정의론
《정의론》(A Theory of Justice)은 존 롤스가 저술한 정치철학서다. 1971년 처음 발간했고, 번역판을 위해 1975년에 한 번, 1999년에 다시 개정해서 출판했다. 롤스는 정의론에서 사회 계약과 같은 여러 장치를 통해 분배 정의(공정한 분배에 관한 사회정의)에 관한 문제를 해결하고자 했으며, 자유의 원리와 차등의 원리에 따른 "공정으로서 정의"를 제시하였다.

## 정의의 첫 번째 원리
| “ | 첫째: 각 개인은 '타인의 대등한 자유와 양립가능한 한 최대한의 기본적 자유'를 누릴 공평한 권리를 갖는다. | ” |
|   | — Rawls, p.53 revised edition; p.60 old 1971 first edition                                             |   |

## 정의의 두 번째 원리
| “ | 사회적 경제적 불평등은[1] (a) 정의로운 저축의 원칙(just savings principle)에 의해 그 사회의 최약자인 최소수혜자에게도 이익이 되고, (b) 모두에게 공개돼야 한다.' | ” |

## 같이 보기
- 미국 철학
- 로버트 노직
- 프리드리히 하이에크
- 사회자유주의
- 사회 계약